# Röd juvelciklid
Hemichromis lifalili är en fiskart som beskrevs av Loiselle, 1979. Hemichromis lifalili ingår i släktet Hemichromis och familjen Cichlidae. IUCN kategoriserar arten globalt som livskraftig. Inga underarter finns listade i Catalogue of Life.